# Lista de galáxias próximas
Esta é uma lista de galáxias conhecidas dentro de 3,59 megaparsecs (11,7 milhões de anos-luz) do Sistema Solar, em ordem crescente de distância. Isto abrange todas as cerca de 50 galáxias do Grupo Local, e algumas que são membros de grupos de galáxias vizinhos, o Grupo M81 e o Grupo Centaurus A/M83, e algumas que atualmente não estão em qualquer grupo de galáxias definido.
A lista tem por objetivo refletir o conhecimento atual:
- Nem todas as galáxias dentro do raio Mpc 3,59 foram descobertas. Acredita-se que existem muitas galáxias anãs próximas que ainda não foram descobertas, e as galáxias localizadas atrás do plano central da Via Láctea são extremamente difíceis de ser localizadas. É possível para qualquer galáxia ocultar outra localizada para além dela.

As medições de distâncias intergalácticas estão sujeitas a grandes incertezas. As que estão aqui listadas são compostas de muitas medidas, algumas das quais podem ter tido suas margens de erro individuais apertada a ponto de não se sobrepõem umas com as outras.

## Lista
| #   |     | Galáxia                                     | Tipo                              | Dist. da Terra | Dist. da Terra | Magnitude | Magnitude | Grupo ao qual pertence             | Notas                                                                                | Diâmetro (al)               |
| #   | Mal | Galáxia                                     | Tipo                              | Mpc            | M              | m         |           | Grupo ao qual pertence             | Notas                                                                                | Diâmetro (al)               |
| --- | --- | ------------------------------------------- | --------------------------------- | -------------- | -------------- | --------- | --------- | ---------------------------------- | ------------------------------------------------------------------------------------ | --------------------------- |
| 1   |     | Via Láctea                                  | SBbc                              | 0,027          | 0,008          | −20,8     | n/a       | Grupo Local                        | Galáxia hospedeira da Terra.                                                         | 100 000-180 000 al          |
| 2   |     | Anã do Cão Maior                            | Irr (status de galáxia disputada) | 0,025          | 0,008          | −14,5     | 23,3      | Grupo Local                        | Satélite da Via Láctea (acreção pela Via Láctea).                                    | N/A                         |
| 3   |     | Anã Elíptica de Sagitário SagDEG            | dSph/E7                           | 0,081          | 0,024          | −12,67    | 4,5       | Grupo Local                        | Satélite da Via Láctea (parcial acreção pela Via Láctea).                            | 10 000 al                   |
| 4   |     | Anã da Ursa Maior II                        | dSph                              | 0,098          | 0,030          | −4,2      | 14,3      | Grupo Local                        | Satélite da Via Láctea (acreção pela Via Láctea).                                    | ~1 800 al                   |
| 5   |     | Grande Nuvem de Magalhães (LMC)             | Irr/SB(s)m                        | 0,163          | 0,050          | −17,93    | 0,9       | Grupo Local                        | Satélite da Via Láctea.                                                              | 14 000 al                   |
| 6   |     | Anã de Boötes I                             | d Sph                             | 0,197          | 0,060          | −5,8      | 13,1      | Grupo Local                        | Satélite da Via Láctea.                                                              | N/A                         |
| 7   |     | Pequena Nuvem de Magalhães (SMC, NGC 292)   | SB(s)m pec                        | 0,206          | 0,063          | −16,35    | 2,7       | Grupo Local                        | Satélite da Via Láctea.                                                              | 7 000 al                    |
| 8   |     | Anã da Ursa Menor                           | dE4                               | 0,206          | 0,063          | −7,13     | 11,9      | Grupo Local                        | Satélite da Via Láctea.                                                              |                             |
| 9   |     | Anã de Draco (DDO 208)                      | dE0 pec                           | 0,258          | 0,079          | −8,74     | 10,9      | Grupo Local                        | Satélite da Via Láctea com uma grande quantidade de matéria escura.                  | ~2 700 x 1 900 al           |
| 11  |     | Anã de Sextans                              | dSph                              | 0,281          | 0,086          | −7,98     | 12        | Grupo Local                        | Satélite da Via Láctea.                                                              | 8 400 al                    |
| 12  |     | Anã do Escultor (E351-G30)                  | dE3                               | 0,287          | 0,088          | −9,77     | 10,1      | Grupo Local                        | Satélite da Via Láctea.                                                              | N/A                         |
| 13  |     | Anã da Ursa Maior I (UMa I dSph)            | dSph                              | 0,330          | 0,10           | −6,75     |           | Grupo Local                        | Satélite da Via Láctea.                                                              | Alguns milhares de anos-luz |
| 14  |     | Anã de Carina (E206-G220)                   | dE3                               | 0,330          | 0,10           | −8,97     | 11,3      | Grupo Local                        | Satélite da Via Láctea.                                                              | 1 600 al                    |
| 15  |     | Anã de Fornax (E356-G04)                    | dSPh/E2                           | 0,46           | 0,14           | −11,5     | 9,28      | Grupo Local                        | Satélite da Via Láctea.                                                              | N/A                         |
| 16  |     | Anã de Leo II (Leo B, DDO 93)               | dE0 pec                           | 0,701          | 0,215          | −9,23     | 12,45     | Grupo Local                        | Satélite da Via Láctea.                                                              | 4 100 al (marés)            |
| 17  |     | Anã de Leo I (DDO 74, UGC 5470)             | dE3                               | 0,820          | 0,25           | −10,97    | 11,18     | Grupo Local                        | Satélite da Via Láctea.                                                              | N/A                         |
| 18  |     | Anã de Leo T                                | G                                 | 1,370          | 0,42           |           | 16        | Grupo Local                        | Satélite da Via Láctea?                                                              | 2 300 al                    |
| 19  |     | Anã da Fênix (P 6830)                       | IAm                               | 1,44           | 0,44           | −10,22    | 13,07     | Grupo Local                        | Satélite da Via Láctea.                                                              | N/A                         |
| 20  |     | Galáxia de Barnard (NGC 6822)               | IB(s)m IV-V                       | 1,630          | 0,50           | −15,22    | 9,32      | Grupo Local                        | Satélite da Via Láctea.                                                              | 7 000 al                    |
| 22  |     | NGC 185                                     | dE3 pec                           | 2,010          | 0,62           | −14,76    | 9,99      | Grupo Local                        | Satélite de Andrômeda.                                                               | N/A                         |
| 23  |     | Andrômeda II                                | dE0                               | 2,130          | 0,65           | −9,33     | 15,10     | Grupo Local                        | Satélite de Andrômeda.                                                               | N/A                         |
| 24  |     | IC 10 (UGC 192)                             | dIrr IV/BCD                       | 2,2            | 0,67           | −15,57    | 12,2      | Grupo Local                        | Satélite de Andrômeda.                                                               | N/A                         |
| 25  |     | NGC 147 (DDO 3)                             | dE5 pec                           | 2,200          | 0,68           | −14,9     | 10,36     | Grupo Local                        | Satélite de Andrômeda.                                                               | N/A                         |
| 26  |     | Leo A (Leo III, DDO 69)                     | IBm V                             | 2,250          | 0,80           | −11,68    | 12,92     | Grupo Local                        | Satélite da Via Láctea.                                                              | N/A                         |
| 27  |     | IC 1613 (UGC 668)                           | IAB(s)m V                         | 2,350          | 0,72           | −14,51    | 9,92      | Grupo Local                        | Satélite de Andrômeda.                                                               | N/A                         |
| 28  |     | Andrômeda I                                 | dE3 pec                           | 2,430          | 0,75           | −10,87    | 13,9      | Grupo Local                        | Satélite de Andrômeda.                                                               | N/A                         |
| 29  |     | Andrômeda III                               | dE2                               | 2,440          | 0,75           | −9,30     | 15,20     | Grupo Local                        | Satélite de Andrômeda.                                                               | N/A                         |
| 30  |     | Anã de Cetus                                | dSph/E4                           | 2,460          | 0,75           | −10,18    | 14,4      | Grupo Local                        | Satélite de Andrômeda.                                                               | N/A                         |
| 31  |     | M32 (NGC 221)                               | E2                                | 2,480;         | 0,76           | −15,96    | 8,73      | Grupo Local                        | Satélite perto de Andrômeda.                                                         | 6 500 al                    |
| 32  |     | Anã de Cassiopeia (Cas dSph, Andrômeda VII) | dSph                              | 2,490          | 0,76           | −11,67    | 13,65     | Grupo Local                        | Satélite de Andrômeda.                                                               | N/A                         |
| 33  |     | Andrômeda IX                                | dE                                | 2,500          | 0,77           | −7,5      |           | Grupo Local                        | Satélite de Andrômeda.                                                               | N/A                         |
| 34  |     | Anã de Pisces (LGS 3)                       | dIrr/dSph                         | 2,510          | 0,77           | −7,96     | 16,18     | Grupo Local                        | Possível satélite da Galáxia do Triângulo.                                           | N/A                         |
| 35  |     | Andrômeda V                                 | dSph                              | 2,52           | 0,77           | −8,41     | 16,67     | Grupo Local                        | Satélite de Andrômeda.                                                               | N/A                         |
| 36  |     | Anã Esferoidal de Pegasus (And VI)          | dSph                              | 2,55           | 0,78           | −10,80    | 14,05     | Grupo Local                        | Satélite de Andrômeda.                                                               | N/A                         |
| 37  |     | Andrômeda VIII                              | dSph                              | 2,7            | 0,828          | −15,6     | 9,1       | Grupo Local                        | Galáxia anã distorcida localizada perto de Andrômeda que foi descoberta em 2003.     | N/A                         |
| —   |     | Galáxia de Andrômeda (M31)                  | SA(s)b                            | 2,56           | 0,79           | −21,58    | 4,17      | Grupo Local                        | Maior galáxia do Grupo Local, com pelo menos 19 galáxias satélites.                  | 220 000 al                  |
| 38  |     | Galáxia do Triângulo (M33)                  | SAc                               | 2,64           | 0,81           | −18,87    | 6,19      | Grupo Local                        | O objeto mais distante visível (com muita dificuldade) para o olho humano sem ajuda. | 60 000 al                   |
| 39  |     | M110 (NGC 205)                              | E6p                               | 2,69           | 0,83           | −16,15    | 8,72      | Grupo Local                        | Satélite perto de Andrômeda.                                                         | N/A                         |
| 40  |     | Andrômeda XXI                               |                                   | 2,8            | 0,86           | −9,9      |           | Grupo Local                        | Satélite perto de Andrômeda.                                                         | 13 000 al                   |
| 41  |     | Andrômeda XXII                              | <dSph                             | 3,22           | 0,987          |           | 6,5       | Grupo Local                        | Satélite perto de Andrômeda.                                                         |                             |
| 42  |     | Anã de Tucana                               | dE5                               | 2,87           | 0,88           | −9,16     | 15,7      | Grupo Local                        | membro do grupo isolado - uma galáxia "primordial".                                  | N/A                         |
| 43  |     | Andrômeda X                                 | dSph                              | 2,90           | 0,889          | −8,1      | 16,1      | Grupo Local                        | Satélite de Andrômeda que foi descoberta em 2006.                                    | N/A                         |
| 44  |     | Anã Irregular de Pegasus (DDO 216)          | dIrr/DSph                         | 3,00           | 0,92           | −11,47    | 13,21     | Grupo Local                        | Satélite de Andrômeda.                                                               | N/A                         |
| 45  |     | Andrômeda XIX                               |                                   | 3,04           | 0,933          | −9,3      |           | Grupo Local                        | Satélite de Andrômeda, distribuída por 1,7 kpc.                                      | 22 200 al                   |
| 46  |     | Wolf-Lundmark-Melotte (WLM, DDO 221)        | Ib(s)m                            | 3,16           | 0,97           | −14,06    | 11,03     | Grupo Local                        | Membro isolado na borda do Grupo Local.                                              | N/A                         |
| 47  |     | Anã Irregular de Sagitário (SagDIG)         | IB(s)m V                          | 3,39           | 1,04           | −11,49    | 15,5      | Grupo Local                        | Membro isolado do grupo.                                                             | N/A                         |
| 48  |     | Anã de Aquário (DDO 210)                    | Im V                              | 3,49           | 1,07 / 0,94    | −11,09    | 14,0      | Grupo Local                        | Membro isolado do grupo.                                                             | N/A                         |
| 49  |     | UGC 4879 (VV124)                            |                                   | 3,59           | 1,1            | −11,5     |           | Grupo Local                        |                                                                                      | N/A                         |
| 50  |     | Anã de Antlia                               | dE3.5                             | 4,08           | 1,25           | −9,63     | 16,19     | Grupo Local                        | Pode ter interagido com a NGC 3109.                                                  | 3 000 al                    |
| 51  |     | Sextans A (UGCA 205, DDO 75)                | IBm                               | 4,31           | 1,32           | −13,95    | 11,86     | Grupo Local                        | Membro isolado do grupo.                                                             | N/A                         |
| 52  |     | NGC 3109                                    | SB(s)m                            | 4,24           | 1,30           | −15,68    | 10,39     | Grupo Local                        |                                                                                      | N/A                         |
| 53  |     | Andrômeda XVIII                             |                                   | 4,42           | 1,355          | −9,7      |           | Grupo Local                        |                                                                                      | N/A                         |
| 54  |     | Sextans B (UGC 5373)                        | IM IV-V                           | 4,44           | 1,44           | −14,08    | 11,85     | Grupo Local                        |                                                                                      | N/A                         |
| 55  |     | KKh 060                                     | Ir                                | 4,89           | 1,5            |           | 18B       |                                    |                                                                                      | N/A                         |
| 56  |     | KUG 1210+301B (KK98 127)                    | S..                               | 4,89           | 1,5            |           | 15,7      | Entre LG e M94                     | Par?                                                                                 | N/A                         |
| 57  |     | HIZSS 003                                   |                                   | 5,5            | 1,69           | −12,60    | 18B       | Muito abaixo do plano SG           | Escondida pela Via Láctea.                                                           | N/A                         |
| 58  |     | KKR 25                                      | Ir                                | 6,07           | 1,86           | −9,94     | 17,0      |                                    |                                                                                      | N/A                         |
| 59  |     | ESO 410-G005                                | E3                                | 6,33           | 1,94           | −11,60    | 14,85     | NGC 55 & 300                       |                                                                                      | N/A                         |
| 60  |     | ESO 294-010                                 | dS0/Im                            | 6,26           | 1,96           | −10,95    | 15,6      | NGC 55 & 300                       |                                                                                      | N/A                         |
| 61  |     | IC 5152                                     | IA(s)m                            | 6,42           | 1,97           | −15,56    | 11,06     | NGC 55 & 300 ?                     | Remotamente no lado da NGC 55.                                                       | N/A                         |
| 62  |     | GR 8 (DDO 155)                              | ImV                               | 6,95           | 2,13           | −12,14    | 14,65     | Borda interna do Grupo M94         | "A galáxia da pegada".                                                               | N/A                         |
| 63  |     | KKR 03 (KK98 230)                           | dwarf Irr                         | 6,98           | 2,14           | −9,8      | 17,90     | Borda interna do Grupo M94         |                                                                                      | N/A                         |
| 64  |     | NGC 300                                     | SA(s)d                            | 7,01           | 2,15           | −17,92    | 8,95      | Borda interna do Grupo do Escultor | Faz par com a NGC 55.                                                                | ?150 000? al                |
| 65  |     | NGC 55                                      | SB(s)m: sp                        | 7,08           | 2,17           | −18,47    | 8,84      | Borda interna do Grupo do Escultor | Faz par com a NGC 300.                                                               | ?730 000? al                |
| 66  |     | UGCA 438 (ESO 407-018)                      | IB(s)m pec:                       | 7,24           | 2,22           | −12,92    | 13,86     | NGC 55 & 300                       |                                                                                      |                             |
| 67  |     | UGC 09128 (DDO 187)                         | ImIV-V                            | 7,3            | 2,24           | −12,47    | 14,38     | Borda interna do Grupo M94         |                                                                                      |                             |
| 68  |     | IC 3104                                     | IB(s)m                            | 7,40           | 2,27           | −14,85    | 13,63     |                                    | No caminho para a Galáxia do Compasso.                                               |                             |
| 69  |     | IC 4662 (ESO 102- G 014)                    | IBm                               | 7,96           | 2,44           | −15,56    | 11,74     |                                    | No caminho para a Galáxia do Compasso.                                               |                             |
| 70  |     | KKh 98                                      | Irr                               | 7,99           | 2,45           | −10,78    | 16,7      | Grupo IC 342/Maffei                |                                                                                      |                             |
| 71  |     | UGC 8508 (I Zw 060)                         | IAm                               | 8.35           | 2,69           | −13,09    | 14,40     | Grupo M94                          |                                                                                      |                             |
| 72  |     | KKh 086                                     | Ir                                | 8,51           | 2,60           | −10,30    | 16,8      |                                    | Isolada (M94/Cent A).                                                                |                             |
| 73  |     | DDO 99 (UGC 06817)                          | Im                                | 8,61           | 2,64–3.9       | −13,52    | 13,4      | Grupo M94                          |                                                                                      |                             |
| 74  |     | UGC 07577 (DDO 125)                         | Im                                | 8,94           | 2,74           | −14,32    | 12,84     | Grupo M94                          |                                                                                      |                             |
| 75  |     | UGC 9240 (DDO 190)                          | IAm                               | 9,10           | 2,80           | −14,19    | 13,25     | Grupo M94                          |                                                                                      |                             |
| 76  |     | Dwingeloo 1                                 | SB(s)cd                           | 9,13           | 2,8            | −18,78    | 19,8      | Grupo IC 342/Maffei                |                                                                                      |                             |
| 77  |     | Maffei 2                                    | SAB(rs)bc                         | 9,13           | 2,8            | −20,15    | 14,77     | Grupo IC 342/Maffei                |                                                                                      |                             |
| 78  |     | UGCA 276 (DDO 113)                          | Im                                | 9,32           | 2,86           |           | 15,40     | Grupo M94                          |                                                                                      |                             |
| 79  |     | NGC 4214 (UGC 07278)                        | IAB(s)m                           | 9,58           | 2,94           |           | 10,24     | Grupo M94                          | Galáxia starburst.                                                                   |                             |
| 80  |     | UGCA 86                                     | SAB(s)m                           | 9,65           | 2,96           |           | 13,5      | Grupo IC 342/Maffei                |                                                                                      |                             |
| 81  |     | NGC 4163                                    |                                   | 9,65           | 2,96           |           | 14,5      | Grupo M94                          |                                                                                      |                             |
| 82  |     | Dwingeloo 2                                 | Im?                               | 9,78           | 3,0            | −14,55    | 20,5      | Grupo IC 342/Maffei                |                                                                                      |                             |
| 83  |     | KKH 11 (ZOAG G135.74-04.53)                 | dE/N                              | 9,78           | 3,0            | −13,35    | 16,2      | Grupo IC 342/Maffei                |                                                                                      |                             |
| 84  |     | KKH 12                                      | Ir                                | 9,78           | 3,0            | −13,03    | 17,8      | Grupo IC 342/Maffei                |                                                                                      |                             |
| 85  |     | MB 3                                        | dSph                              | 9,78           | 3,0            | −13,65    | 19,8      | Grupo IC 342/Maffei                |                                                                                      |                             |
| 86  |     | MB 1 (KK98 21)                              | SAB(s)d?                          | 9,78           | 3,0            | −14,81    | 20,5      | Grupo IC 342/Maffei                |                                                                                      |                             |
| 87  |     | Maffei 1                                    | S0- pec                           | 9,78           | 3,0            | −18,97    | 11,4      | Grupo IC 342/Maffei                |                                                                                      |                             |
| 88  |     | UGCA 92                                     | Im?                               | 9,82           | 3,01           |           | 13        | Grupo IC 342/Maffei                |                                                                                      |                             |
| 89  |     | UGC 8651 (DDO 181)                          | Im                                | 9,82           | 3,01           |           | 14,7      | Grupo M94                          |                                                                                      |                             |
| 90  |     | ESO 274-01                                  |                                   | 10,1           | 3,09           |           | 11,7      | Grupo Centaurus A                  |                                                                                      |                             |
| 91  |     | UGCA 292 (DDO 125)                          | ImIV-V                            | 10,11          | 3,1            |           | 16,0      | Grupo M94                          |                                                                                      |                             |
| 92  |     | NGC 3741                                    | ImIII/BCD                         | 10,21          | 3,13           |           | 14,3      | Grupo M94                          |                                                                                      |                             |
| 93  |     | KK98 35                                     | Irr                               | 10,31          | 3,16           | −14,30    | 17,2      | Grupo IC 342/Maffei                |                                                                                      |                             |
| 94  |     | HIPASS J1247-77                             | Im                                | 10,31          | 3,16           |           | 17,B      |                                    | Alinhado com a IC 3104.                                                              |                             |
| 95  |     | NGC 2366                                    | IB(s)m                            | 10,40          | 3,19           |           | 11,43     | Grupo M81                          |                                                                                      |                             |
| 96  |     | UGCA 133 (DDO 44)                           | Im                                | 10,40          | 3,19           |           | 15,54     | Grupo M81                          |                                                                                      |                             |
| 97  |     | ESO 321-014                                 |                                   | 10,40          | 3,19           |           | 15,16     | Grupo Centaurus A                  |                                                                                      |                             |
| 98  |     | UGC 8833                                    | Im                                | 10,41          | 3,19           |           | 16,5      | Grupo M94                          |                                                                                      |                             |
| 99  |     | UGC 4483                                    | BlueCG                            | 10,47          | 3,21           |           | 15,2      | Grupo M81                          |                                                                                      |                             |
| 100 |     | NGC 404                                     | SA(s)0-:                          | 10,56          | 3,24           | −16,61    | 11,21     |                                    | "O fantasma de Mirach".                                                              |                             |
| 101 |     | UGCA 105                                    | Im?                               | 10,63          | 3,26           | −16,81    | 13,9      | Grupo IC 342/Maffei                |                                                                                      |                             |
| 102 |     | IC 342                                      | SAB(rs)cd                         | 10,70          | 3,28           | −20,69    | 9,37      | Grupo IC 342/Maffei                | "Galáxia escondida".                                                                 |                             |
| 103 |     | Cas 1 (KK98 19)                             | dwarf Irr                         | 10,76          | 3,3            | −16,70    | 16,38     | Grupo IC 342/Maffei                |                                                                                      |                             |
| 104 |     | NGC 2403                                    | SAB(s)cd HII                      | 10,76          | 3,30           | −19,29    | 8,93      | Grupo M81                          |                                                                                      |                             |
| 105 |     | Camelopardalis B                            | Irr                               | 10,80          | 3,31           | −11,85    | 16,1      | Grupo IC 342/Maffei                |                                                                                      |                             |
| 106 |     | UGCA 015 (DDO 6)                            | IB(s)m                            | 10,90          | 3,34           | −12,50    | 15,19     | Grupo do Escultor                  |                                                                                      |                             |
| 107 |     | NGC 1569 (UGC 03056)                        | IBm;Sbrst                         | 10,96          | 3,36           | −18,17    | 11,86     | Grupo IC 342/Maffei                |                                                                                      |                             |
| 108 |     | KKH 37 (Mai 16)                             | S/Irr                             | 11,06          | 3,39           |           | 16,4      | Grupo IC 342/Maffei                |                                                                                      |                             |
| 109 |     | Holmberg II (DDO 50, UGC 4305)              | Im                                | 11,06          | 3,39           |           | 11,1      | Grupo M81                          |                                                                                      |                             |
| 110 |     | NGC 5102                                    | SA0- HII                          | 11,09          | 3,40           | −18,08,56 | 10,35     | Grupo Centaurus A                  |                                                                                      |                             |
| 111 |     | NGC 5237                                    |                                   | 11,09          | 3,40;          |           |           | Grupo Centaurus A                  |                                                                                      |                             |
| 112 |     | ESO325-11                                   |                                   | 11,09          | 3,40;          |           |           | Grupo Centaurus A                  |                                                                                      |                             |
| 113 |     | ESO 540-030 (KDG 2)                         | IABm                              | 11,10          | 3,40           | −11,39    | 16,45     | Grupo do Escultor                  |                                                                                      |                             |
| 114 |     | FM2000 1                                    | dSph?                             | 11,15          | 3,42           |           | 17,5      | Grupo M81                          |                                                                                      |                             |
| 115 |     | ESO 540-032                                 | IAB(s)m pec:                      | 11,15          | 3,42           | −11,32    | 16,55     | Grupo do Escultor                  |                                                                                      |                             |
| 116 |     | NGC 1560                                    | SA(s)d HII                        | 11,25          | 3,45           | −16,87    | 12,16     | Grupo IC 342/Maffei                |                                                                                      |                             |
| 117 |     | ESO 383-087 (ISG 39)                        | SB(s)dm                           | 11,3           | 3,45           | −15,16    | 11,03     | Grupo Centaurus A                  |                                                                                      |                             |
| 118 |     | NGC 5206                                    |                                   | 11,3           | 3,47;          |           |           | Grupo Centaurus A                  |                                                                                      |                             |
| 119 |     | KK 179 (ESO 269-37)                         |                                   | 11,4           | 3,48           |           |           | Grupo Centaurus A                  |                                                                                      |                             |
| 120 |     | KK98 77                                     | dwarf Sph                         | 11,35          | 3,48           |           | 16,2      | Grupo M81                          |                                                                                      |                             |
| 121 |     | DDO 71                                      | Im                                | 11,42          | 3,50           |           | 18        | Grupo M81                          |                                                                                      |                             |
| 122 |     | M82                                         | I0;Sbrst HII                      | 11,51          | 3,53           | −19,63    | 9,30      | Grupo M81                          |                                                                                      |                             |
| 123 |     | ESO 269-66 (KK98 190)                       | dE,N                              | 11,55          | 3,54           | −13,56    | 14,11     | Grupo Centaurus A                  |                                                                                      |                             |
| 124 |     | M81 Dwarf A (KDG 52)                        | I?                                | 11,58          | 3,55           | −11,49    | 16,5      | Grupo M81                          |                                                                                      |                             |
| 125 |     | NGC 2976                                    | SAc pec HII                       | 11,61          | 3,56           | −17,1     | 10,82     | Grupo M81                          |                                                                                      |                             |
| 126 |     | UGC 4459 (DDO 53)                           | Im                                | 11,61          | 3,56           | −13,37    | 14,48     | Grupo M81                          |                                                                                      |                             |
| 127 |     | NGC 4945                                    | SB(s)cd:sp                        | 11,70          | 3,59           | −20,51    | 9,3       | Grupo Centaurus A                  |                                                                                      |                             |
| #   |     | Galáxia                                     | Tipo                              | Dist. da Terra | Dist. da Terra | Magnitude | Magnitude | Grupo ao qual faz parte            | Notas                                                                                |                             |
| #   | Mly | Galáxia                                     | Tipo                              | Mpc            | M              | m         |           | Grupo ao qual faz parte            | Notas                                                                                |                             |